# Сувојница
Сувојница је насеље у Србији у општини Сурдулица у Пчињском округу. Према попису из 2022. било је 696 становника.

## Демографија
У насељу Сувојница живи 748 пунолетних становника, а просечна старост становништва износи 40,4 година (37,7 код мушкараца и 43,0 код жена). У насељу има 268 домаћинстава, а просечан број чланова по домаћинству је 3,46.
Ово насеље је великим делом насељено Србима (према попису из 2002. године).
|  |

| Демографија | Демографија | Демографија |
| Година      | Становника  | Становника  |
| ----------- | ----------- | ----------- |
| 1948.       | 1.008       |             |
| 1953.       | 1.101       |             |
| 1961.       | 1.014       |             |
| 1971.       | 985         |             |
| 1981.       | 1.009       |             |
| 1991.       | 1.004       | 1.004       |
| 2002.       | 926         | 940         |
| 2011.       | 774         |             |
| 2022.       | 696         |             |

| Етнички састав према попису из 2002.‍ | Етнички састав према попису из 2002.‍ | Етнички састав према попису из 2002.‍ | Етнички састав према попису из 2002.‍ | Етнички састав према попису из 2002.‍ |
| ------------------------------------ | ------------------------------------ | ------------------------------------ | ------------------------------------ | ------------------------------------ |
|                                      |                                      |                                      |                                      |                                      |
| Срби                                 | Срби                                 |                                      | 921                                  | 99,46%                               |
| Бугари                               | Бугари                               |                                      | 1                                    | 0,10%                                |
| Албанци                              | Албанци                              |                                      | 1                                    | 0,10%                                |
| непознато                            | непознато                            |                                      | 3                                    | 0,32%                                |

| Година пописа     | 1948. | 1953. | 1961. | 1971. | 1981. | 1991. | 2002. |
| ----------------- | ----- | ----- | ----- | ----- | ----- | ----- | ----- |
| Број домаћинстава | 190   | 193   | 220   | 244   | 257   | 269   | 268   |

| Број чланова      | 1  | 2  | 3  | 4  | 5  | 6  | 7  | 8 | 9 | 10 и више | Просек |
| ----------------- | -- | -- | -- | -- | -- | -- | -- | - | - | --------- | ------ |
| Број домаћинстава | 49 | 42 | 46 | 53 | 38 | 28 | 11 | 1 | 0 | 0         | 3,46   |

| Пол    | Укупно | Неожењен/Неудата | Ожењен/Удата | Удовац/Удовица | Разведен/Разведена | Непознато |
| ------ | ------ | ---------------- | ------------ | -------------- | ------------------ | --------- |
| Мушки  | 382    | 98               | 256          | 25             | 3                  | 0         |
| Женски | 406    | 66               | 256          | 80             | 3                  | 1         |
| УКУПНО | 788    | 164              | 512          | 105            | 6                  | 1         |

| Пол    | Укупно                    | Пољопривреда, лов и шумарство | Рибарство                            | Вађење руде и камена | Прерађивачка индустрија       |
| ------ | ------------------------- | ----------------------------- | ------------------------------------ | -------------------- | ----------------------------- |
| Мушки  | 177                       | 19                            | 0                                    | 0                    | 78                            |
| Женски | 74                        | 9                             | 0                                    | 0                    | 39                            |
| УКУПНО | 251                       | 28                            | 0                                    | 0                    | 117                           |
| Пол    | Производња и снабдевање   | Грађевинарство                | Трговина                             | Хотели и ресторани   | Саобраћај, складиштење и везе |
| Мушки  | 10                        | 13                            | 13                                   | 1                    | 7                             |
| Женски | 0                         | 1                             | 7                                    | 2                    | 1                             |
| УКУПНО | 10                        | 14                            | 20                                   | 3                    | 8                             |
| Пол    | Финансијско посредовање   | Некретнине                    | Државна управа и одбрана             | Образовање           | Здравствени и социјални рад   |
| Мушки  | 0                         | 1                             | 21                                   | 4                    | 0                             |
| Женски | 0                         | 3                             | 0                                    | 3                    | 6                             |
| УКУПНО | 0                         | 4                             | 21                                   | 7                    | 6                             |
| Пол    | Остале услужне активности | Приватна домаћинства          | Екстериторијалне организације и тела | Непознато            | Непознато                     |
| Мушки  | 2                         | 0                             | 0                                    | 8                    | 8                             |
| Женски | 0                         | 0                             | 0                                    | 3                    | 3                             |
| УКУПНО | 2                         | 0                             | 0                                    | 11                   | 11                            |